# 桜瀬奈
桜 瀬奈（さくら せな、1989年8月16日 - ）は、日本の元AV女優。エベレスト所属。

## 人物
自身の活動でコスプレイヤーもしている。コスプレネームは「真島桜」。真島桜という名前は、ゲーム「龍が如く」のキャラクター「真島吾朗」から。

## 略歴
2011年にファイブプロモーション所属の仲本紗代（なかもと さよ）としてAVデビュー。仲間さよ（さかま さよ）の名前でイメージDVDにも出演しているロリ系のAV女優である。
2012年4月より所属事務所をチーズバーガー（現エベレスト）に移し桜瀬奈として活動している。
2014年7月、セガのゲーム「龍が如く」のキャラクター出演をかけたセクシー女優人気投票に桜瀬奈としてエントリー。同年8月24日、結果発表。「龍が如く0 誓いの場所」への出演権を逃した。順位・得票数未発表。
2014年9月、自身のブログで2015年4月をもって引退することを発表。
2023年11月、中国のAVにて9年ぶりにAV出演。

## 出演作品

### アダルトDVD
2011年
- 乱交コスプレイヤーズ★ 05 （5月27日、ゴーゴーズ）…共演:ライラ ※「セナ」名義
- レズ痴漢バス 狙いは気弱でウブな女子高生 （6月18日、ヒビノ）…オムニバス作品 他出演:橘ひなた、茜笑美、名倉瞳、沢井美智、しずく
- ザ・面接 VOL.121 セックス中毒の若奥さん 処女二年半のお姉さん これオモロイでぇ （6月21日（レンタル） / 12月23日（セル）、アテナ映像）…オムニバス作品 他出演:小野麻里亜、長谷川ルイ、長澤果奈、玉木純子、麻田沙羅、川瀬ことみ、彩江華香、黒澤真理
- 高級ソープへいらっしゃい 30 （6月25日（レンタル） / 7月22日（セル）、クリスタル映像）…オムニバス作品　他出演:秋野みさき、浜崎せな、八木朋美、宮下夏帆
- オイルSEXレスリング VOL.10 （7月22日、アキバコム制作部）
- 盗撮 炉裏専門 自慰 ビデオ 2 （7月25日、名無しさん）…オムニバス作品　他出演:羽田桃子、小桜りく ほか
- 不公平でミジメ… ひとりだけ絵具まみれ 2 （7月29日、アキバコム制作部）…共演:小宮山せりな
- 父娘 近親相姦 〜女になった娘に欲情して…〜 （8月5日、スティルワークス）…オムニバス作品　他出演:高沢沙耶、真鍋紗愛
- 素人セーラー服生中出し（改）77 （8月15日、プラム） ※「あやか」名義
- ブルマっ娘だらけの大運動会 （9月8日、ATOM）…共演:有村千佳、つくし、花井あずさ、宮下ちはる、香椎りこ、美里麻衣、田中志乃、菅野由紀、河合ちな、麻田サラ、川瀬ことみ、早坂愛梨 ほか
- こ●もなのに性欲旺盛な小●生たちの変態オナニー （9月25日、JUMP）…オムニバス作品 他出演:田辺莉子、菅野由紀、琥珀うた、小倉ゆり、美咲結衣
- 満員路線バスで物欲しげな若妻の汗ばんだ太股に勃起ペニスを密着させてやるとカラダをひくつかせながら求めてきた （10月6日、SWITCH）…オムニバス作品　他出演:羽月希、はるか悠、菅野由紀、坂上ゆあ
- 家族にバレないように姪っ子とやっちゃった俺 （10月20日、AKNR）…オムニバス作品 他出演:長谷川しずく、このは、ありさ
- 脚コキ48手 vol.2（10月28日、FREEDOM）
- 働くオンナ獲り 【スレンダラスな巨乳OLをハメ廻せ!!】 vol.10 新宿スレンダラスな巨乳OL編 （11月1日、プレステージ）…オムニバス作品　他出演:矢田里奈、成美雪菜、岩佐明日香、麻田サラ、津川麻衣子
- 高速マシンガン手コキ （11月4日、OFFICE K'S）…オムニバス作品　他出演:山吹瞳、中山エリス、早坂愛梨、東尾真子、葉月希
- 脚コキ48手 vol.2 （11月5日、フリーダム）…オムニバス作品　他出演:津川麻衣子、若林みお、月野麻梨、菅野由紀、川瀬ことみ、麻田サラ、坂上ゆあ
- うつ伏せオナニー 4 （11月13日、アロマ企画）…オムニバス作品　他出演:小桜りく、沢井真帆、羽田桃子、西野あけみ
- 催眠中毒 新人声優紗代20才 （11月30日、催眠中毒）
- フリーダム的 新人AD 放尿教育 2人目 （12月5日、フリーダム）…オムニバス作品　他出演:坂上ゆあ、麻田サラ、月野麻梨、川瀬ことみ、若林みお、笠原早織
- 女子校生の電気按摩責め （12月5日、フリーダム）…共演:坂上ゆあ、麻田サラ、月野麻梨、川瀬ことみ、若林みお
- 夢の近親相姦♥ 年頃になった姉5人の熱い視線が思春期の僕の勃ちやすいチ○ポを欲しがっている （12月8日、SWITCH）…共演:真木今日子、羽月希、神木なな、津川麻衣子
- ウブちらGET 街角素人っ娘にパンチラ見せてとリアル軟派! 6 （12月10日、ホットエンターテイメント）…オムニバス作品　他出演:川瀬ことみ、菅野由紀、星咲みゆ ほか
- 旦那が晩酌の度に昔ワルかった話をするんだけどいつも眠くなる （12月23日、BALTAN）

2012年
- メッシーアイランドLIVE!! 2 2011.12.3 （1月1日、Femme Fatale）…共演:手島ゆな
- 足裏パラダイス （1月19日、稀有）…オムニバス作品　他出演:成瀬心美、瀬名あゆむ、青山沙希、あずみ恋、前田陽菜、真木今日子、加藤梓、坂上ゆあ、牧野絵里、菅野由紀、月野麻梨、津川麻衣子、麻田サラ、宮崎由麻、筧井まり、ありさ、川瀬ことみ、真辺ひろの、岸みのり、花瀬かりん、穂積マヤ、神楽あさひ、加納綾子、水崎由里
- 僕はべろちゅ～寸止め手コキ派です。（1月20日、SEX Agent）
- チンポを見たがる田舎の女子●生 浅草、東京スカイツリー周辺にいた修学旅行生たちに『オナ見せ』してみました。（2月13日、マルクス兄弟）…共演:間宮純、秋野みさき、麻田サラ、早坂愛梨 ほか
- 素人コスプレイヤーさん本番参戦 （2月15日、ザック）
- クレイジーナイト アブノーマル・エクスタシーV （3月2日、トラウマアート）…共演:山本美和子
- 騎乗位ディルド自慰 （4月1日、ワンズファクトリー）…オムニバス作品　他出演:さとう遥希、一ノ瀬アメリ、永沢まおみ、朝桐光、夏乃向日葵、秋野みさき、菅野由紀、早坂愛梨、椎名ひかる
- 母子オナニー教育 （4月1日、エマニエル）…オムニバス作品　他出演:新尾きり子、羽田桃子、鮫島のぞみ、茅野まなか、花菱りず、夏目紫織、美原ゆうこ
- 官能若妻肉棒握り（4月20日、SEX Agent）
- ヒロイン触手凌辱 Vol.10 プリティーウィッチ・サヨ編 （4月27日、GIGA）
- スーパーヒロイン危機一髪!!Vol.45 SUPERLADY Alisa編（9月14日、GIGA）共演:有村千佳、おぐりみく
- 肉壷堕ち 新体操部 せな（9月26日、ラマ）
- 隣のお姉さんのデカ尻についムラムラ 豊満ヒップをオカズにオナっていたら…逆に犯されちゃった（10月19日、クリスタル映像）
- 新人声優さん せな（22）（10月25日、サムシング）
- 性感レズエステ2 女にイカされる汁だく敏感娘達（11月2日、クリスタル映像）共演:柳田やよい
- 変態家族 ガチマンコ二本挿し（11月13日、CREAM PIE）
- 官能騎乗 淫乱人妻悩殺騎乗位（12月21日、SEX Agent）
- 挑発JK逆さ撮りパンチラ 2（12月24日、ラマ）

2013年
- スーパーヒロイン危機一髪!!Vol.47 UTSUSEMI（2月8日、GIGA）共演:優木あおい
- 乳房 おっぱい(やる)!（2月13日、FAプロ）
- 新・おしっこパーティー 2 飲んでヨシ！浴びてヨシ！男も女もおしっこゴックン。楽しい秘密の集まりです。（2月20日、レイディックス）
- 街角美少女を、本気でヤッちゃいました。 vol.08（2月21日、プレステージ）
- おんなと言う卑猥な生きもの（2月25日、FAプロ）
- 痴漢された快感を忘れられずそのスリルをもう一度味わう為、ワザと混雑するバスに乗り込む 痴漢待ち娘（3月1日、プレステージ）
- 嬲棄山18（3月22日、MAD）共演:宮崎由麻
- 女体淫化劇薬 vol.1 エリート美女・被虐の性感実験（3月25日、BabyEntertainment）
- 女子高生ゲリラ マンカスオナニー2（4月20日、レイディックス）
- 接吻ポルノ映画館 中年男と濃厚なディープキスがしたい娘たち（5月10日、クリスタル映像）
- JKをレズったお姉さん（5月15日、レズビアン東京）共演:こずえまき
- 素人援交生中出し159（6月15日、プラム）
- 禁親相姦 いつの世も深く静かに狂おしく（7月10日、FAプロ）
- 街角素人 潮が… 乱れまくる!（7月25日、サイドビー）
- 女子校生肛門拡張 悶絶奴隷 桜瀬奈 コスプレアナル本番（8月10日、ユープランニング）
- 緊縛 下宿 弐（8月13日、妄想族）共演:つるのゆう
- 競泳水着レズビアン（9月15日、レズビアン東京）共演:こずえまき
- 拷問イラマチオ　桜瀬奈/大塚まゆ（9月19日、ドグマ）共演:大塚まゆ
- 見た！母親たちの不倫現場（10月1日、FAプロ）
- FEVER JUICY MATSUTAKE 残酷 新型オヤジ狩り by JKB69 vol.2（10月1日、MOTHERS ENTERTAINMENT PICTURES）共演:真咲南朋
- どこまでヤレる！？レズエステティシャンの卑猥な指使い（10月15日、STAR PARADISE）
- レズキス（10月18日、虎堂）
- 女子大生チアリーディング部レズ強化合宿（11月9日、ROCKET）共演:つるのゆう、今井花菜、倉科もえ、臼井あいみ
- 女子校生の生肌密着手コキ（11月15日、OFFICE K’S）
- 竿・金玉・アナルの究極3点同時責め！ 下半身3点責め！（11月15日、OFFICE K’S）共演:吉村杏菜
- 女子校生やりすぎ足踏みマッサージサロン（11月15日、OFFICE K’S）
- フィットネスクラブのお姉さんの密着に思わず膨らんだ股間がバレてしまい…！？（11月15日、虎堂）
- 月刊 パンティストッキング通信 vol.1（11月25日、AVS collector’s）
- アナル性感レズビアンクリニック Vol.1（11月25日、AVS collector’s）共演:加納綾子
- 新・GALLOP×街で見かけた素人ナンパ13人1（12月3日、GALLOP）
- 開脚淫縛調教（12月13日、妄想族）共演:つるのゆう
- とある未来の超電磁衝撃（インパルス）（12月13日、GIGA）共演:杏紅茶々

2014年
- ヒロイン凌辱Vol.66　美少女仮面オーロラ（1月10日、GIGA）
- 拘束フィストレズビアン　 桜瀬奈 美咲結衣（1月19日、ドグマ）共演:美咲結衣
- くすぐり◆パンティーマッサージ vol.2（2月15日、ワニッチ）
- 妊娠の恐怖から解放された 閉経熟女たちの暗闇の痴漢痴女映画館（2月20日、FAプロ）
- 愛玩少女アナル人形13（3月1日、中嶋興業）
- 日本女性のマン毛（3月20日、プールクラブ・エンタテインメント）
- 出会い系サイトで見つけた高額アルバイト ～フェラチオ編（4月1日、みるきぃぷりん♪）
- 近親相姦レズビアン ～女3人だけの家庭で育まれた愛情と性欲～（4月4日、虎堂）共演:葵こはる、結城みさ
- レズクンニリングス3（4月4日、OFFICE K’S）共演:芹沢つむぎ
- JKしょんべんブチまけダンス（4月4日、OFFICE K’S）
- ポルノ変態村の人々（4月13日、FAプロ）
- 小便姉妹（4月18日、OFFICE K’S）共演:葵こはる
- お尻の穴 超ド・アップで見る日常生活における肛門収縮運動の記録（4月20日、プールクラブ・エンタテインメント）
- 兄として、ウブだと思っていた妹の恋愛相談にダメ出ししたら、逆に襲われ精子カラカラ淫乱SEX（4月20日、STAR PARADISE）
- ザ・レイプ願望 犯されたい女たち（5月1日、FAプロ）
- ニセ声優オーディション開催!セクハラ実技審査でどこまでやれる?（5月20日、STAR PARADISE）
- ドグマ拷問史ベスト（5月19日、ドグマ）他出演:樹花凜、つぼみ、芹沢つむぎ、大塚まゆ、大沢美加、紗奈、笠木忍、堤さやか、宮地奈々、森下くるみ、MiCO、友田真希、日高ゆりあ、星月まゆら、長谷川ちひろ、伊藤あずさ、佐伯奈々、持田茜、野中あんり、管野しずか、桃瀬えみる
- 美女にお鼻をベロベロ舐められたい!3（5月20日、レイディックス）
- ドグマ2013下半期作品集（6月19日、ドグマ）
- 超接写!! ズボズボ! アナルアクメ5（7月4日、OFFICE K’S）
- 女子校生の脱ぎたてパンティ手コキ（7月4日、OFFICE K’S）
- 強制飲尿レズ顔騎（7月18日、V＆Rプランニング）共演:椎名ゆうき
- 小便バニーガールパーティ（7月18日、OFFICE K’S）共演:桃宮もも、沙藤ユリ
- 個人撮影。別れたレイヤー彼女にリベポル制裁!フェラ好きお漏らし女 せな19才（当時）（7月20日、STAR PARADISE）
- 緊縛令嬢姉妹 ～Mr.ミネック緊急参戦SP～（8月1日、ケイ・エム・プロデュース）※AV OPEN2014ヘビー級エントリー作品
- ソドム ゲロ・カオス　桜瀬奈（8月19日、ドグマ）
- おしっこシャワー 30人分の浴尿体験（8月22日、レイディックス）
- 上手すぎるフェラ 素人娘の驚きのフェラチオテクニック集めました。VOL.7（9月5日、OFFICE K’S）
- 初めての車内露出ドライブオナニー（9月19日、OFFICE K’S）
- 悪戯小便娘（9月20日、プールクラブ・エンタテインメント）
- 女子高生のマンカス（9月20日、プールクラブ・エンタテインメント）
- 女汁接待（10月13日、アロマ企画）共演:吉川いと、高坂りこ、白咲碧
- 浣腸噴射 ケツの穴・レズビアン　 桜瀬奈 水嶋あい（10月19日、ドグマ）共演:水嶋あい
- JK接吻カフェ（11月7日、OFFICE K’S）共演:結衣のぞみ
- 奴隷ROOM room:01（11月11日、MAD）共演:仁美まどか
- ヘンリー塚本のセックスのすすめ 挿入篇（11月13日、FAプロ）
- 女子大生レズビアン乱交うらサークル（11月16日、レズビアン東京）共演:星まりあ、水嶋あい、楓乃々花、夏目葵
- 女195人のおしっこ 31時間8枚組 この容量でたったの1万円!生写真入り!（11月20日、レイディックス）
- ダメよ～ダメダメッ！さえないボクが妹とエッチしちゃった一部始終（11月20日、STAR PARADISE）
- 強制飲尿折檻家族（11月21日、V＆Rプランニング）共演:宮崎由麻、松本まりな
- 女子校生 本気イキ レズエステ（11月21日、虎堂）
- 女子校生ピンサロ店（11月21日、虎堂）
- お●んこおっぴろげ中華料理店（12月5日、OFFICE K’S）
- JK女尻オナニー（12月5日、OFFICE K’S）
- あ～いっちゃう～ 生きて味わう この世の天国 のたうついい女が20（12月13日、FAプロ）
- 心に残り心に沁みるヘンリー塚本官能ポルノ あぶないエロス溢れる娘たち（12月25日、FAプロ）

2015年
- 旦那以外の勃起チンコを見せつけられ興奮するスケベ妻たちのセンズリ鑑賞 4時間（1月3日、OFFICE K’S）
- HOOTERS02（1月9日、あまちゅあモデル☆百合）
- どすけべ妻のいやらしいフェラチオ 40連発4時間 第八章（1月15日、プリモ）
- 浣腸垂れ流しアナル自慰 VOL.2（2月20日、イマジン）
- 無敵ヒロイン レディスティール（2月27日、GIGA）
- とある女子レスラーの完全敗北(シェラッキング)7（2月27日、SUPER SONIC SATELLITES）
- 杉浦則夫 緊縛桟敷 平成二十五年三月（3月18日、杉浦則夫）※PC対応のみ
- 飲愛（のみあい）（3月20日、V＆Rプランニング）共演:立花リク
- レズ女のオナニーをノンケ女性に見せたら…こうなった。（3月22日、レズビアン東京）
- 裸頭巾 刺青を背負う女（3月27日、GIGA）共演:広瀬奈々美
- 第2回SSS The Rookies Tournament Aブロック（3月27日、SUPER SONIC SATELLITES）共演:牧野あやね
- 「キミのオナニーお手伝いするから私と一緒にイッてね♥」オマ●コ見せつけ自画撮りオナニー（4月15日、プリモ）
- ドグマ2014下半期作品集（6月19日、ドグマ）他出演:あおば結衣、高嶋加奈、七海ひさ代、月本るい、美咲結衣、樹花凜、北川エリカ、音無かおり、黒澤那智、江波りゅう、上原花恋、佐伯かのん、青木りん、水嶋あい、朝倉ことみ、蓮実クレア、大槻ひびき、板垣あずさ、篠宮ゆり、村上涼子、翔田千里、川上ゆう、阿部乃みく、みづなれい、有本紗世、友田彩也香、桐島綾子、本田莉子、川村まや、佐々木恋海
- TOHJIRO全集 Vol.9 フィスト（7月19日、ドグマ）他出演: エイドリアナ・ニコール、森下くるみ、優木あおい、芹沢けい 、管野しずか、瀬戸友里亜、水嶋あい、楓乃々花、樹花凜、みづなれい、三上翔子、長谷川ちひろ  結城みさ、美咲結衣、友田真希、星月まゆら、小司あん
- 出会い系サイトで見つけたドM人妻　桜瀬奈（9月13日、AVS collector’s）
- ドグマ15周年クロニクル Vol.6 レズの系譜（9月19日、ドグマ）
- TOHJIRO全集 Vol.13 監禁拷問（11月19日、ドグマ）他出演:泉まりん、つぼみ、宮地奈々、MiCO、小司あん、長谷川ちひろ、くるみ、森下くるみ、川上ゆう、日高ゆりあ、樹花凜、星月まゆら、美咲結衣、みづなれい、芹沢けい、芹沢つむぎ、桜井風花

2016年
- TOHJIRO全集 Vol.15 スカ・ウン汁噴射（1月19日、ドグマ）他出演:泉まりん、夏芽涼、若槻朱音、青山亜里沙、桃色あんず、後藤ゆりか、あも、優木あおい、樹花凜、みづなれい、篠田彩音、水嶋あい
- イラマチオ全集 Vol.4（1月19日、ドグマ）他出演:あいかわ優衣、あおば結衣、秋野千尋、朝倉ことみ、アリス、有本紗世、板垣あずさ、樹花凜、宇佐美なな、エイドリアナ・ニコール、江波りゅう、遠藤百音、大塚まゆ、楓乃々花、木村つな、桐島綾子、小司あん、篠田彩音、篠宮ゆり、翔田千里、鈴木鈴、春原未来、芹沢つむぎ、月本るい、七海ひさ代、妃乃ひかり、まりか、みづなれい、みなみ愛梨、南梨央奈、萌雨らめ、山口エリカ、吉田花
- ヘンリー塚本監督作品　女たちの昭和 しみじみとあの日あの時 好き者女たちの生きとし生ける日々… 女は卑しきもの、されど女体は愛おしき（7月25日、FAプロ）他出演:一条綺美香、江波りゅう、稲森琴、汝鳥すみか、浅井舞香、美智子小夜曲、北原夏美、佐々木涼、白鳥るり、北谷静香、大沢萌、秀吉小夜子、宮崎由麻、愛川咲樹、ましろあい
- 浣腸・スカ汁噴射ベスト!!（10月19日、ドグマ）他出演:柏木ゆり、美咲結衣、花、 楓乃々花、樹花凜、瀬戸友里亜、管野しずか、みづなれい、 篠田彩音、夏芽涼、星川麻紀、有本紗世、水嶋あい、芹沢けい、優木あおい

2017年
- フェチ選！！ コスコスぐりぐり コスプレM男腋くすぐり】（3月25日、グリップAV）他出演:神楽アイネ、桜庭うれあ、希美ゆう、みおり舞、愛乃ねこ、碧しの、菖蒲るい
- フェチ選！！M男無呼吸！くすぐり顔騎（5月15日、グリップAV）他出演:菖蒲るい、小峰みこ、咲羽優衣香、川越ゆい、牧野絵里、大見はるか、春川せせら、水城唯、愛乃ねこ
- 【個人撮影】れいな29歳　ショートボブのコケティッシュな美人妻に大量中出し（9月20日、FC2動画）※「れいな」名義
- 変態人形 ～あふれる愛液～（10月6日、MIRACLE）※「瀬里奈」名義
- 【完全顔出3P】魔法薬で芸能人レベルのS級美女がまさかのWちんぽ完堕ちアヘ顔相互オナニー「イッ…ちゃっ…たぁ♥」可愛い乙女仕草＆神テクがキン玉枯渇級大量射精を誘発！（10月8日、FC2動画）※「マリン」名義
- 【個人撮影】破壊力抜群のデカケツ美人妻れいなさんと再戦そして大量中出し【背徳の制服編】（11月30日、FC2動画）※「れいな」名義
- 【個人撮影】破壊力抜群のデカケツ美人妻れいなさんと再戦そして大量中出し【魅惑の桃尻編】（12月19日、FC2動画）※「れいな」名義
- M女の神髄ベスト Vol.1（12月19日、ドグマ）他出演:愛音まひろ、アリス、有本紗世、板垣あずさ、樹花凜、宇佐美なな、エイドリアナ・ニコール、江波りゅう、大沢美加、大塚ひな、丘咲エミリ、笠木忍、かすみ果穂、管野しずか、希咲エマ、木村つな、黒木いくみ、早乙女ルイ、紗奈、椎名ひかる、篠田彩音、篠宮ゆり、芹沢つむぎ、堤さやか、つぼみ、鶴田かな、友田真希、長瀬愛、宝来みゆき、星川麻紀、美咲結衣、水野朝陽、みづなれい、南梨央奈、桃瀬えみる、結城みさ、若葉くるみ
- 【個人撮影】素敵なお尻をしている、色白美人で可愛い就活生のかえでちゃんに中出し！【妄想動画】（12月29日、FC2動画）※「かえで」名義

2023年
- 兔子先生 DAD-025 爸气十足 EP-41（11月4日、麻豆伝媒）菅本ゆき名義

#### 2024年
- 兔子先生 TZ-146 日本超美人花魁 第一视角沉浸体验（3月、麻豆伝媒）菅本ゆき名義

### イメージDVD
- さよちゃん14歳の脱ぎたてTバック入りDVD （2011年8月26日、スパークビジョン）※「仲間さよ」名義
- ぺたんこ娘をいぢめちゃえ （2011年10月28日、オルスタックピクチャーズ）※「仲間さよ」名義
- かなりえっちな声優面接 （2012年1月30日、オルスタックピクチャーズ）※「仲間さよ」名義
- イイなりペット（2012年9月28日、INTEC Inc）※「柚奈れもん」名義
- マジックルーム（2012年12月23日、INTEC Inc）※「柚奈れもん」名義
- 快感美少女（2015年2月23日、INTEC Inc）※Blu-ray版同時発売

### WEB配信
- ヒロインクンニ地獄　宇宙特捜アミー（2015年4月24日、GIGA）